# Ichneumon longicrus
Ichneumon longicrus là một loài tò vò trong họ Ichneumonidae.